# Robert Crumbach
Robert Crumbach (* 3. November 1962 in Heerlen, Niederlande) ist ein deutscher Arbeitsrichter, Gewerkschafter und Politiker (BSW, zuvor SPD). Er ist seit 2024 stellvertretender Ministerpräsident und Minister der Finanzen und für Europa des Landes Brandenburg im Kabinett Woidke IV. Er war von Mai 2024 bis Juli 2025 Landesvorsitzender des BSW Brandenburg und von September bis Dezember 2024 Fraktionsvorsitzender der BSW-Fraktion im brandenburgischen Landtag. 

## Leben und Beruf
Robert Crumbach ist in der niederländischen Stadt Heerlen nahe Aachen geboren und wuchs in Rheinland-Pfalz auf. Er absolvierte 1982 das Abitur am Gymnasium Konz und studierte von 1982 bis 1988 Rechtswissenschaft an der Johannes Gutenberg-Universität Mainz und der Universität Trier. Von 1988 bis 1991 war er im juristischen Vorbereitungsdienst tätig. Ab 1. Oktober 1991 war er als Arbeitsrichter zunächst am Arbeitsgericht Frankfurt (Oder), seit 1998 am Arbeitsgericht Potsdam tätig. Mit dessen Schließung wurde er zum 1. Januar 2023 an das Arbeitsgericht Brandenburg an der Havel versetzt. Er arbeitete im Rahmen von Abordnungen bzw. Zuweisungen als Referatsleiter im brandenburgischen Ministerium für Arbeit, Soziales, Gesundheit, Familie und Frauen und als Mitarbeiter der SPD-Landtagsfraktion in Potsdam.
Crumbach lebt in Potsdam und war mit der Sozialwissenschaftlerin Christine Färber verheiratet (1964–2018); aus der Ehe stammen zwei Kinder.

## Politik
Robert Crumbach war 41 Jahre lang Mitglied der SPD. Er ist in der Gewerkschaft Ver.di aktiv und setzte sich gegen die Schließung von Arbeitsgerichten ein. 2014 unterlag er als Kandidat der SPD bei der Wahl zum Landrat im Landkreis Stade mit 30,2 Prozent dem CDU-Kandidaten Michael Roesberg (55,62 Prozent).
Crumbach trat 2024 aus der SPD aus und wechselte zum neu gegründeten Bündnis Sahra Wagenknecht. Er wurde am 28. April 2024 in Schwedt zum Landesvorsitzenden des BSW Brandenburg und am 25. Mai 2024 zum Spitzenkandidaten für die Wahl am 22. September 2024 gewählt. Über die Landesliste gelangte er in den Landtag Brandenburg. Am 25. September 2024 wurde er von der BSW-Fraktion einstimmig zum Fraktionsvorsitzenden gewählt. Aufgrund seiner Ernennung zum Minister folgte ihm als Fraktionsvorsitzender Niels-Olaf Lüders. Bei der Wahl zum Landesvorstand des BSW Brandenburg am 12. Juli 2025 trat Crumbach nicht erneut als Landesvorsitzender an.
Am 11. Dezember 2024 wurde Crumbach zum stellvertretenden Ministerpräsidenten und Minister der Finanzen und für Europa des Landes Brandenburg im Kabinett Woidke IV ernannt.

## Positionen

### Außenpolitik
Crumbach fordert eine Aufhebung der Wirtschaftssanktionen gegen Russland und zur Beendigung des Russland-Ukrainekrieges sofortige diplomatische Initiativen unter Einbeziehung Russlands. Er lehnt ein Ende der Aussetzung der Wehrpflicht und weitere Aufrüstung ab.

### Umgang mit der AfD
Crumbach schloss eine Koalition mit der AfD aus, will aber mit Anträgen der AfD umgehen „wie mit allen anderen Anträgen“. Er lehnt Diskussionen über Brandmauern in den Parlamenten ab, denn sie nützten lediglich der AfD. Ein Parteiverbot sei „das völlig falsche Mittel“, um die AfD zu stellen. Einen Entschließungsantrag der AfD im brandenburgischen Landtag zum Messeranschlag in Solingen kommentierte er, dass bestimmte Äußerungen von Vertretern der AfD relevant in einem Verbotsverfahren sein könnten. In dem Antrag hatte die AfD unter anderem ein „Betretungsverbot öffentlicher Veranstaltungen für Asylantragsteller, Asylberechtigte, ukrainische Kriegsflüchtlinge sowie vollziehbar ausreisepflichtige, geduldete und subsidiär schutzberechtigte Ausländer“ gefordert. Das erinnere Crumbach – und das sei von der AfD gewollt – an die Nürnberger Gesetze.

### Weiteres
Crumbach spricht sich für eine „Ostquote“ in Wissenschaft, Kultur und Wirtschaft aus, um die Unterrepräsentation von Ostdeutschen in Führungspositionen zu bekämpfen.